# 芸恋リアル
『芸恋リアル』（げいこいリアル）は、2006年4月17日から2007年7月23日まで読売テレビ制作・日本テレビ系列で毎週月曜21:00 - 21:54（JST）に放送されたバラエティ番組である。

## 概要
司会の島田紳助が「芸能人の恋をリアル」にプロデュースする番組で、本番組のタイトルもこれが由来となっている。また当初は仮のタイトルとして「島田紳助の芸能人だって恋愛するんだ」も挙げられていた。前番組である『キスだけじゃイヤッ!』が大阪の読売テレビ本社にて収録していたのに対し、本番組では東京のテイクスタジオARK（旧:テレビ朝日社屋）が収録スタジオとして使用された。
『芸能界の厳しさ教えますスペシャル!』での1コーナーからの派生である「芸能界・恋のキューピッドあなたの思い届けまショー」が主な内容であったが、この他に岩尾望（フットボールアワー）や青田典子、クロちゃん（安田大サーカス）の恋人を募集する企画なども放送された。しかし度重なるリニューアルを経て、次第に「芸能人の恋」とは無関係な企画も多くなった。
初回視聴率は関東では11.9%であったのに対し関西では16.7%を記録し、『キスイヤ』同様西高東低の様子を見せていた。また広島地区では毎週20%前後の高視聴率をマークしており、広島地区視聴率ランキングの常連となっていた。月曜21時台では一桁台をとることも多かった『キスイヤ』に比べ多少の改善が見られていた一方で、TOKYO-FMのラジオ番組「放送室」では、放送作家の高須光聖が強引な撮影の手法を、ダウンタウンの松本人志が番組企画を批判することもあった。

## コーナー
芸恋キューピッド・あなたの思い届けまショー
出演パネラーがひそかに想いを抱く相手にラブレターを書き、スタッフがそれを届けて可否を聞く。相手は2人ないし3人まで指定可能で、失敗したら次の相手へ進む。成功した場合、相手から個人的な連絡先が渡され、本番中に連絡を取る場合もある。「芸能界の厳しさ教えますスペシャル!」では、相手は芸能人のみだったが、レギュラー化に当たりラブレターをおくる相手は芸能人だけでなく、芸能人のマネージャーや一般人でも可となった。出演者があまりにTVではお目にかかれないようなアスリートや作家、果ては声優にラブレターを書くため、紳助は「みんな、ずうずうしい」ともらしていた。　　　
芸能人の恋人探し
あまり恋愛に縁のない人生を歩んできたり、長年恋人がいない芸能人の男女のために番組で恋人を大募集し、書類審査なしで本人と直接面談してもらい、最終的に1人の恋人を決定するもの。
芸恋アンケート対決
出演パネラーの一人がライバル五人の中から一人を選び、一般人20人を対象として俎上にのせられた2人の芸能人に関する2択イメージを調査する。「芸能界の厳しさ教えますスペシャル!」時代からあったコーナー。
芸恋グランプリ
5人の有名人の中から「抱かれてみたいのは誰?」というアンケート調査を行い、先に20人の支持を得られた有名人が1着となる。パネラーは誰が1着になるかを予想する。
今週のラッキー・バースデー
福運アドバイザー・下ヨシ子（2007年3月12日に俳優の保阪尚希が仏門入りした熊本･六水院の管長）が、これから一週間の恋愛運がグンと高まる人の誕生日を発表する。
風船で飛ばそう!運命の人
メッセージが入ったる数百個の風船を飛ばし、風船を拾った人の内、スタジオに来た人が運命の人というもの。
芸能人の愛妻度チェック
結婚している男性芸能人に、どれだけ妻のことを知っているか10の質問をし、その正解数によって愛妻度を6つのランクにわける。妻も芸能人である場合は、電話が繋がっていることもある。女性芸能人の場合は「愛夫度チェック」もある。
芸恋ドラマリッジ
幸せに結婚生活を送る芸能人が、いかにその幸せをつかむためにはどんな過程があったのかを再現ドラマ化する。
全国1万人アンケート
その名の通り、全国1万人に「○歳～○歳に聞いた抱かれてみたい男性」「○歳～○歳に聞いた恋人にしたい女性」などのランキングを発表する（今でも公式サイトから結果が見られる）。「芸能界の厳しさ-」時代の街頭アンケートとは違い、Yahoo! JAPAN協力によるアンケートのため、世間にあまり知られていない声優が上位になるなど、若干傾向が変わっている。
ジャッジDEデート
タイトルは｢パンチDEデート｣から由来していると思われる。あるタレントが、あらかじめ「結婚を前提の上で、一緒にデートしたい人」として応募してきた人と1人ずつ対面してデートする相手を決定するもの。ただし、タレントには集まった人数は一切知らされず、いったん｢OK｣の札を上げた時点で選考は終了し、以降の応募者との面接はできない。また、最後まで｢ごめんなさい｣の札をあげるとチャイムが鳴り、強制的に最後の1人とデートすることになる。
以上のようにシビアなルールから、紳助から｢まさにこれは人生の縮図｣と表現されている。
また、2006年まではこのコーナーは通常のスタジオとは別撮りで、司会も斎藤洋介が務めていた。彼が、｢ごめんなさい｣の札をあげたタレントに時々浴びせる冷ややかなコメントが、視聴者の笑いを誘っている。
私はこんなにも人を好きになった!
スタジオ出演者が、過去に経験した恋愛体験をトークする。また、司会の紳助も自身の恋愛経験を話すことが多い。
求愛戦士ヘタ恋ジャー
読み方は「ヘタレンジャー」。「ジャッジDEデート」に応募してきた恋愛経験のない一般男性を応援する企画が発展したもの。
ほか

## 出演者
- 司会
  - 島田紳助 （前番組から続役）
  - ユンソナ
- レギュラー
  - フットボールアワー（岩尾望・後藤輝基）
- ナレーション
  - 藤田勇児
  - 南かおり
  - 北又チュン
  - 栗本有紀子
- 番組アシスタント
  - 中島怜美
  - 今井ちひろ

## スタッフ
- 演出：村上雅俊、西川義嗣
- ディレクター：藤田愛子、中田大介、松本洋平、砂川義忠
- アシスタントディレクター：中信貴、三宅佑治、桐本将光
- 構成：倉本美津留、三木聡、詩村博史
- アシスタントプロデューサー：栄江真紀子、梅野麻未、小野謙吾
- チーフプロデューサー・総合演出：梅田尚哉
- 製作著作：読売テレビ

### 過去のスタッフ
- アシスタントプロデューサー：中嶋信之
- アシスタントディレクター：抜居剛

| 読売テレビ制作・日本テレビ系列 月曜21:00 - 21:54枠 | 読売テレビ制作・日本テレビ系列 月曜21:00 - 21:54枠 | 読売テレビ制作・日本テレビ系列 月曜21:00 - 21:54枠 |
| 前番組                                             | 番組名                                             | 次番組                                             |
| -------------------------------------------------- | -------------------------------------------------- | -------------------------------------------------- |
| キスだけじゃイヤッ! （2004.4.12 - 2006.3.27）      | 芸恋リアル （2006.4.17 - 2007.7.23）               | 今夜はシャンパリーノ （2007.7.30 - 2008.2.4）      |